# Arabisme
Un arabisme és un estrangerisme derivat de l'àrab i incorporat a una altra llengua. Els arabismes del català, l'aragonès, el castellà, el portuguès i el sicilià constitueixen un superstrat d'aquestes llengües. En el cas de les altres llengües romàniques, els arabismes constitueixen un adstrat.

## Tipus d'arabismes
Els arabismes estan relacionats amb les activitats en què la cultura aràbiga fou capdavantera, sobretot a l'edat mitjana. Actualment, molts dels arabismes d'aquest origen han esdevingut desuets per la relació amb la vida tradicional (en el català bàsic, els arabismes ja només representen el 2%). Els arabismes del català, i molts dels corresponents en altres idiomes, pertanyen sobretot a
- la terminologia de la construcció (alcova, algorfa/golfes, argolla, jàssera, rajola, sitja)
- el guarniment de la casa i el vestuari (aixovar, alfàbia, alfil, alforja, arracada, barnús, catifa, escacs, flassada, gerra, gipó, guitarra, jupa, matalàs, safata, samarra, setí, sanefa, sarró, setrill, sofà, tarima, tassa, taüt)
- l'agricultura: vegetals i horticultura (albercoc, albergínia, alfals, arròs, atzavara, carabassa, carxofa, cotó, garrofa, llimona, taronja, séquia)
- irrigació o reg (séquia/síquia, sénia/sínia, safareig)
- la cuina (gerra, aixeta, safata, serra, setrill, tassa)
- la gastronomia (arrop, escabetx, fideu, xarop)
- el govern (alcalde, alqueria, rafal, raval)
- la guerra (almirall, alferes, almogàver, ràtzia, re(h)ena ant., ronda, tabal, tambor)
- la química i l'adrogueria (alcohol, càmfora, elixir, química, raima, quitrà, sosa, talc, xarop)
- el comerç i el transport (albarà, almud;, aranzel, arrova, aval, cafís, magatzem, quintar, quirat, tara, tarifa, zero)
- la navegació (garbí, llebeig, llibant, ratxa, xaloc)
- la pesca (aladroc, alatxa)
- la nàutica (almadrava, drassana, falua)
- l'astronomia i la matemàtica (algorisme, almanac, guarisme, xifra, zenit, zero)
- els vents (garbí, ratxa, xaloc, zèfir)
- la fauna (fardatxo, gasela, girafa, papagai, zebra)
- substàncies diverses (càmfora, midó, alcohol, sucre)

També tenim arabismes en la toponímia de la península Ibèrica, les Balears i Sicília. En el cas del territori de llengua catalana, es classifiquen en a) apel·latius (Albaida, Albalat), b) procedents de noms propis (molts començats per Beni-, Bini-, 'fill de'), c) apel·latius seguits de noms de persona i d) híbrids amb un element llatí (Benillup, Catarroja, Llucalcari, Valldemossa). Els apel·latius es repeteixen a les Balears i al País Valencià (Muro, Rafal, Alqueria, Alcúdia, Algaida, Almudaina). La zona de distribució dels topònims és la mateixa que la del lèxic comú.
Hi ha també antropònims d'origen aràbic tradicionals del territori de llengua catalana. Només són cognoms i són moltíssims menys que els noms comuns i els topònims i, per altra banda, la seva quantitat contrasta amb la dels antropònims que són germanismes, molt més nombrosos. Són casos d'antropònims d'origen àrab els següents: Arabí, Arrom, Bennàsser, Borja, Gamundí, Homar, Maimó, Massot, Massutí, Medina, Melis; Vinàixer, Vinatea. A aquesta minsa quantitat, s'hi haurien d'afegir els que procedeixen de topònims (Binimelis, Deià, Mesquida, entre els actuals) i que no són, doncs, el reflex d'una població mudèixar. El poc nombre d'antropònims d'origen aràbic conservats és el resultat del costum que els esclaus en cristianitzar-se adoptassen el cognom català dels seus padrins i un nom cristià.

## Vies de transmissió dels arabismes
Hi ha arabismes de difusió europea (alambí, albercoc, almirall, cotó, drassana, duana, falua, màstec, quitrà, sucre, taronja, xifra, zero), procedents dels països que tenien frontera amb Al-Àndalus, del comerç i de les expedicions de les croades; altres arabismes es troben en les llengües europees que han tengut contacte amb l'àrab en el seu mateix territori, contacte fronterer o relacions comercials. Formen part del primer, del segon i del tercer grup el català, el portuguès, el castellà. El sicilià forma part del primer i del tercer grup. L'italià i l'occità formen part del tercer grup.
En el cas del català, els arabismes hi entraren més específicament mitjançant les relacions comercials i polítiques de la Catalunya Vella amb Al-Àndalus (sobretot amb les taifes de València i Dénia), amb les relacions comercials amb el Magrib, les Balears, Sicília i Alexandria i per l'emigració de grups dels anomenats mossàrabs que fugien de la persecució almoràvit i almohade i que sabien la llengua aràbiga (s. XI i XII). Després de la conquesta de la Catalunya Nova i del Regne de València (s. XII i XIII), s'hi mantingueren comunitats arabòfones de moriscs, del contacte amb les quals procedeix una part dels arabismes meridionals del català. Les Balears, després de la seva conquesta (segle xiii), tingueren moltes relacions comercials amb Algèria i Tunísia i un gran contingent d'esclaus de llengua àrab. Un darrer camí d'entrada d'arabismes foren les traduccions de l'àrab al baix llatí, com les del monestir de Ripoll, a la segona meitat del segle x (àlgebra, antimoni).
En una part dels arabismes del català, l'àrab va fer d'intermediari. Un grup de paraules procedeixen de l'amazic (genet), del persa (albergínia, alfals, duana, escacs), d'altres del grec (alambí, alquímia, guix, guitarra), del llatí (alcàsser, alatxa, setrilleres), del sànscrit (càmfora), del bengalí (enrocar). En alguns casos, l'àrab forma part d'una cadena d'intermediaris (albercoc, del llatí a través del grec; arròs, de l'Índia a través del grec; escarlata, del grec medieval a través del baix llatí).
El castellà, de vegades, ha fet d'intermediari entre l'àrab i el català (alferes, alfange, alicates, amoïnar, aranzel, mandonguilla, taquilla). Altres idiomes intermediaris, en menor proporció, han estat l'anglès (xèrif), el francès (amalgama), l'italià (dàrsena). En algun cas, la cadena de transmissió és més llarga (girafa, a través del francès i en aquest idioma procedent de l'italià: ogiva, a través del francès, i en aquest, a través del castellà).
El català ha transmès alguns dels seus arabismes a altres idiomes, sobretot a l'occità, al francès (apricot, matelas, sucre) i al castellà (cofa, cofín, fideo); i en algun cas al portuguès (alcarchofa). Un cas especial és el dels arabismes transmesos pel català al castellà de Múrcia, generalment d'àrea valenciana (aladroque, alhábega), i a l'aragonès (alimara, almudín).

## Distribució dins el català
La influència directa de l'àrab en el català es reflecteix en els topònims, en els antropònims i en els noms comuns, i varia segons el temps de la dominació musulmana en cada territori; així, de 502 topònims conservats d'origen aràbic en el domini lingüístic català, a la Catalunya Vella només n'hi ha 4 (Jafre, Gallifa, Marata, Rama), a les Balears, 105, i al País Valencià, 393. A les Balears, a més a més, s'han creat topònims amb el prefix Bini- després de 1276.
La diferència de contacte amb la llengua aràbiga també ha tingut com a resultat que els noms comuns procedents d'aquest idioma tinguin una distribució territorial variable: on n'hi ha més és al català valencià i després al baleàric. Els arabismes regionals poden ocupar una àrea formada per dos dialectes, com el baleàric i el valencià (albercoc, alfals...); només pel català valencià (alacrà, almoneda...), o només pel català baleàric (alimares, atzep, biduí, a betzef, cuscussó...). Una part d'aquests arabismes regionals, tenen geosinònims d'origen llatí o amb el llatí com a intermediari (trull/almàssera, clavegueró/albelló, userda/alfals; escorpí/alacrà, aglà/bellota, guix/algeps, préssec/albercoc, tàpera/caparra, etc.). En alguns casos, hi ha parelles de sinònims només en un dialecte (guix/algeps, al català valencià; rambla/areny, al català central). Els arabismes presents en tot el territori són xenismes, paraules amb referents culturals àrabs, sense sinònims d'origen llatí, doncs (cotó, sucre, taronja). Dins aquest grup de xenismes, tenim en català parelles de sinònims amb els dos membres d'origen àrab. Els dos elements poden ser contemporanis, però d'àrees diferents (carxofa/alcanària) o pertànyer a èpoques diferents (sínia/nora).
Manuel Sanchis Guarner en la seua Gramàtica valenciana diu:
"Com és natural, els cinc segles d'islamisme, durant els quals el Mediterrani fou un mar pròpiament aràbic, tingueren intenses repercussions lingüístiques. Es canvià la fonètica de moltes paraules i se'n van introduir bastants de noves, servint l'aljamia dels mossàrabs d'intermediari per a portar arabismes al romanç i per a dur romanismes a l'àrab. Així, són mots aràbics els noms d'alguns animals (alacrà, farnaca, fardatxo, farda, saboga, samaruc, aladroc, xaputa, etc.), de moltes plantes (abellota, albardí, albercoc, albergina, alfàbega, alfals, alficòs, almoraduix, arròs, atzavara, bacora, carabassa, carxofa, cascall, cotó, encanària, espinacs, dacsa, garrofa, gesmil, llima, taronja, sucre, safanòria, safrà, sorolla, séver, tramús, xalefa, xara, xirivia, etc.), d'obres agrícoles de canalització (séquia, assud, assarb, sénia, nòria, caduf, 
aljub, safareig, etc.), d'edificis i térmens de construcció (alqueria, almàssera, alforí, algorfa, sitja, almagasén, almodí, drassana, algeps, rajola, atobó, gassó, sanefa, albelló, alcavó, alcova, ràfel, jàssena, raval, etc.), d'atifells domèstics (gerra, aixeta, safa, marraixa, sitra, setrill, marrassà, maruà, tassa, catifa, flassada, matalap, tabac, sofà, etc.), de la indumentària (jaca, samarra, jopetí, gipó, saragüells, arracades, sarró, taleca, barxa, etc.), de la milícia (almirall, adalil, alferes, almogàver, alardo, talaia, tabal, ronda, etc.), de les mides (fanecada, taülla, cafís, almud, arrova, quintar, quirat, alfarrassar, etc.), i de moltes més branques del vocabulari."

## Diferències entre idiomes
Germà Colón ha determinat les diferències en la incorporació d'arabismes en el català, el castellà i el sicilià, comparant els mots començats en a- de la traducció del diccionari d'Elio Nebrija. El resultat és que el castellà és l'idioma que té més arabismes d'aquests tres. El català, al principi del segle xvi, tenia un 53% dels arabismes del castellà i el sicilià, el 22,2%. De la llista comparada per Colón, el català compartia amb el castellà 26 noms comuns i el sicilià, només 8. Els petits diccionaris generals del francès recullen vers 400 arabismes i el Trésor de la langue française informatisé recull prop de 500 lexemes francesos amb un element aràbic (sense els derivats). No es pot dir, però, que el català en tengui més que el francès, perquè Joan Coromines, en el Diccionari etimològic i complementari de la llengua catalana, va recollir 518 lexemes de noms comuns d'origen aràbic en català, per 796 en castellà (la quantitat d'arabismes del català representa un 65% dels del castellà; i els del francès, un 62,8% dels del castellà). Actualment, però, només un 2% del lèxic bàsic català és format per arabismes, contra un 15% del mateix lèxic del castellà.
El català comparteix també arabismes amb el portuguès, bastants de comuns amb el castellà (aixovar / ajuar / enxoval; albarà / albarán / alvará; alcalde / alcalde / alcalde), però, com hem vist, el català en té menys que aquestes llengües, com el francès, i menys que l'italià. Malgrat això, el català té una sèrie d'arabismes exclusius (per exemple, alfàbia, garbell, engalzar, farnaca, tòfona, traüllar; engiponar, entabanar, nafrar, tafaner, caliu, enxaneta, rajola i d'expressions com "a betzef", «a la babalà», literalment 'a la providència de Déu'; «en doina», i «de gaidó» i «de gairell»...). A més a més, alguns arabismes del català procedeixen d'una variant diferent que la que ha donat lloc als del portuguès i del castellà (aljub / algibe, barnús / albornoz). En el cas de les diferències d'accentuació, la causa pot ser que alguns arabismes del català són més antics que els del castellà (alfàbrega / albahaca). En altres casos, paraules catalanes i les castellanes o portugueses tenen un origen dialectal diferent dins l'àrab (alambí / alambique, barrina / barrena, xarop / jarabe). En alguns casos, no trobam simples variants sinó paraules diferents (almodí / alhóndiga, catifa / alfombra; rajola / azulejo).
Continuant la comparació, de vegades a l'arabisme del català li correspon una parella sinonímica en castellà (enteixinat//alfarje/artesonado). En d'altres, a l'arabisme castellà hi correspon una parella de sinònims en català formada per un arabisme i un llatinisme (ardilla//sarda/esquirol). En algun cas, hi ha hagut canvis en el temps: el castellà ha substituït un arabisme per un catalanisme d'origen llatí (alfaiate/sastre), o s'ha conservat l'arabisme en català i s'ha perdut en castellà (matalàs / almatraque / colchón; camàlic/alhamel, festuc/alfóstigo), o el català ha conservat el llatinisme i el castellà l'ha substituït per un arabisme (ginesta / retama).
De vegades, a un llatinisme del català i el portuguès hi correspon un arabisme del castellà. Alguns dels arabismes són compartits pel català, el portuguès i el castellà (afalagar / afagar / halagar). De vegades, el portuguès té una parella de sinònims, amb els dos membres equivalents al català i al castellà (tonyina // tonhina / atum // atún).

## L'aglutinació de l'article al-
Una característica d'alguns dels arabismes del català, el castellà i el portuguès és la conservació de l'article aràbic al- aglutinat. Hi ha, però, una diferència notable en el nombre d'arabismes que conserven aquest article en un idioma i en l'altre (català: cotó, sucre, arròs; occità: coton, sucre, ris; francès: coton, sucre, riz; italià: cotone, zucchero, riso; castellà: algodón, azúcar; arroz; portuguès: algodão, açúcar, arroz), de vegades amb assimilació de la consonant final a la següent quan és una consonant solar, és a dir, dental, alveolar, prepalatal sorda, lateral alveolar, nasal alveolar, vibrant múltiple (adip, adarga, taüt, talaia, tafona, safata, séquia, anafil, arròs, xarop...) i transformació en nasal davant consonant labial o lunar (ambúrnia, ancolla, angerra, ancalde, totes aquestes amb variants en al-...). El català conserva aquest article en el 32% dels arabismes i el castellà actual, en el 60% i el castellà medieval, en el 74%. Aquesta diferència també existeix entre diferents cronolectes d'un mateix idioma: un 12% dels arabismes del català han tengut durant la seva història una primera forma amb article i l'altra sense (algerra/gerra, almesc/mesc). En canvi, no hi ha diferències dialectals, en el cas del català.

## Teories sobre l'aglutinació de l'article
Els arabismes sense l'article s'han relacionat per Walther von Wartburg (1932) amb llur difusió per Europa des de Sicília i passant per Itàlia. Unes altres explicacions són les d'Arnald Steiger, que primer relacionà la conservació de l'article amb la difusió culta i no oral dels arabismes (1832).
Steiger després atribuí l'aglutinació a la influència de l'amazic (1967). Aquesta tesi fou represa per William Elcock (1960), el qual atribuí l'aglutinació a la inexistència d'article en els parlars amazics, la qual feia impossible la identificació de l'article àrab. Helmut Lüdtke (1968) observà que els arabismes de les llengües africanes orientals i asiàtiques no incorporaven l'article aglutinat i, per contra, sí que ho feien els de l'amazic i de les llengües africanes occidentals. L'aglutinació era, doncs, una evolució excepcional. Només hi ha aglutinació on hi ha bilingüisme de l'àrab amb una altra llengua (Al-Àndalus i nord d'Àfrica). Federico Corriente (1999) considerà que els amazics foren els qui difongueren l'àrab entre els nadius hispanovisigòtics i que es tractà d'un àrab amb un abús de l'ús de l'article.
Josep M. Solà-Solé (1967-1968), mitjançant una anàlisi gramatical, arribà a la conclusió que en català hi ha una certa resistència als esquemes nous i que la confluència de l'article al- amb l'article català el, pronunciats igual en el català oriental, amb la vocal neutra, degué afavorir la seva desaparició (deglutinació). Però això no explica el cas del català occidental, al qual pertany la zona amb més arabismes, en què aquest factor no intervé, com ha notat Francesc X. Llorca (1992), que postula que en el cas del català valencià l'article aglutinat desapareix per assimilació de la consonant de l'article al- a la consonant següent o el seu emmudiment i la identificació posterior de la combinació que en resulta amb l'article femení la per error de segmentació sil·làbica (l'almadrava > l'amadrava > la madrava).
Volker Noll (2007), però, rebutja la influència de l'article del català oriental perquè abans del segle xii oralment s'emprava l'article de IPSE i observa que Solà-Solé només analitza els articles no assimilats a la consonant posterior. Noll opina que el català no conserva tant l'article aglutinat per la posició marginal de la Catalunya Vella i per l'antiguitat de la conquesta cristiana. La causa principal de l'aglutinació, però, segons Noll és que la [a] de l'article àrab andalusí mantingué la qualitat pròpia de l'àrab andalusí i perquè la lateral de l'article català era velar. Sobre la qualitat de l'article àrab andalusí, consisteix en el fet que, contràriament a la resta de varietats de l'àrab, no elideix mai la vocal, no perd el caràcter sil·làbic ni esdevé un element clític, i per tant, la qual cosa fa coincidir la divisió sil·làbica amb la segmentació morfemàtica i feu que l'article s'atribuís pretònicament al substantiu determinat i formassin un grup rítmic. La conservació de l'article és conseqüència del bilingüisme dels mossàrabs amb l'àrab i els arabismes sense article són fruit del contacte entre llengües sense bilingüisme.